# کینگزلی ایزیبو
کینگزلی ایزیبو (انگلیسی: Kingsley Ehizibue؛ زادهٔ ۲۵ مهٔ ۱۹۹۵) بازیکن فوتبال اهل پادشاهی هلند است.
از باشگاه‌هایی که در آن بازی کرده‌است می‌توان به باشگاه فوتبال پک زووله و باشگاه فوتبال کلن اشاره کرد.
وی همچنین در تیم ملی فوتبال زیر ۲۱ سال هلند بازی کرده‌است.